# جامعة أذربيجان للغات
جامعة أذربيجان للغات (بالأذرية: Azərbaycan Dillər Universiteti) هي جامعة عامة تقع في باكو بأذربيجان. يتكون الجسم الطلابي من حوالي 4000 طالب جامعي و 900 طالب دراسات عليا (درجة الماجستير). تضم الجامعة هيئة تدريس مشتركة تضم أكثر من 700 أستاذ.

## تاريخ
يمكن إرجاع بدايات الجامعة إلى عام 1937، مع افتتاح معهد أذربيجان التربوي لمدرسة اللغات الأجنبية. في عام 1940، أصدر الحزب الشيوعي الأذربيجاني مرسومًا يقضي بتشكيل معهد منفصل للغات الأجنبية، لكن اندلاع الحرب العالمية الثانية تسبب في عودة المعهد الجديد سريعًا إلى معهد أذربيجان التربوي. بعد الحرب، أنشأت حكومة أذربيجان الاشتراكية السوفياتية المعهد الأذربيجاني للغات الأجنبية في عام 1948، ولكن تم دمجه في المعهد الأذربيجاني للغة الروسية وآدابها في عام 1959. في عام 1973، تم إنشاء المعهد التربوي الأذربيجاني للغات الأجنبية كمؤسسة مستقلة. في عام 1996 تم تغيير اسم المدرسة إلى معهد أذربيجان الحكومي للغات. في عام 2000 تم منح المعهد مكانة جامعية وأعيد تسميته إلى جامعة أذربيجان للغات.
تحتفظ الجامعة بعلاقات وثيقة مع اليونسكو، حيث تدير قسمًا للترجمة في اليونسكو بالإضافة إلى استضافة كرسي هيئة تدريس برعاية اليونسكو. هناك 7 مدارس و25 قسما في الجامعة، والكثير من المراكز العلمية والمختبرات النشطة في الوقت الحاضر.
نتيجة للإصلاحات التعليمية، كانت جامعة أذربيجان للغات هي أول جامعة نقلت النظام بأكمله إلى نظام الائتمان. تتعاون الجامعة مع مؤسسات التعليم العالي في تركيا والولايات المتحدة والمملكة المتحدة وفرنسا ومؤسسات أوروبية أخرى. وقد تم تبادل الطلاب بشكل مكثف بفضل هذا التعاون.
كمال عبد الله هو القائم بأعمال رئيس الجامعة (منذ 1 يونيو 2017). ولد في باكو حيث درس هناك. بعد التخرج، واصل تعليمه في معهد اللغويات التابع لأكاديمية العلوم في الاتحاد السوفيتي.

## الأحداث
- أقامت كلية العلاقات الدولية والإدارة وكلية الترجمة والدراسات الثقافية في الجامعة الأمريكية سلسلة من الفعاليات المكرسة لمذابح خوجالي.[3]
- التقى رئيس جامعة أذربيجان للغات بوفد من إندونيسيا في 17 ديسمبر 2018. ووقع وفدا الجانبين مذكرة تعاون.[4]

## البنية
تتكون بنية الجامعة مما يلي:
- رئيس الجامعة
- نواب رئيس الجامعة
  - للشؤون الأكاديمية
  - للشؤون العلمية
  - للعلاقات الدولية
  - للشؤون التنموية
  - للشؤون العامة
- مستشارو رئيس الجامعة
  - لقضايا الشؤون العلمية والتعليمية
  - لقضايا التعددية الثقافية
  - للشؤون اللوجستية والمالية
  - لمراقبة التنفيذ
  - للشؤون الاجتماعية

## أقسام الجامعة

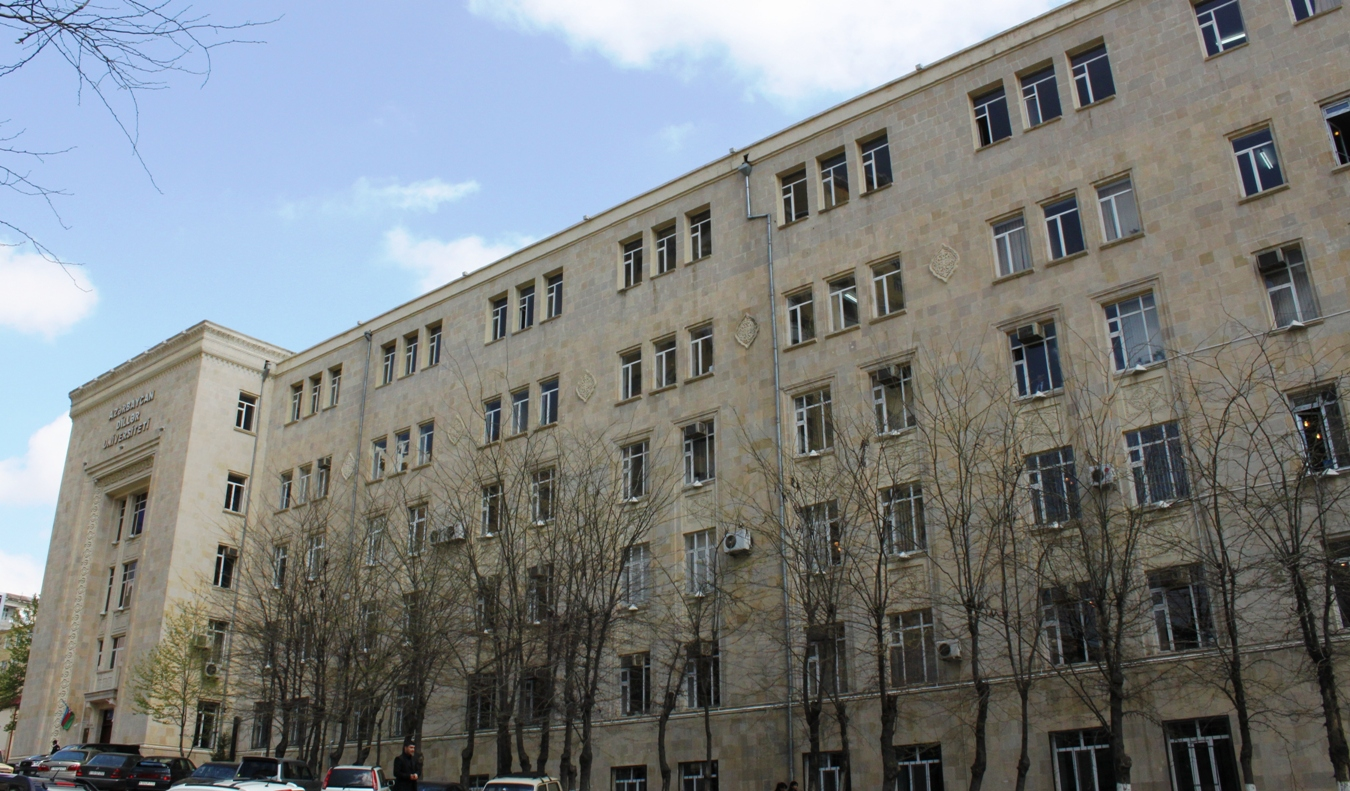
جامعة أذربيجان للغات من الخارج

- كلية الدراسات الإقليمية والعلاقات الدولية
- كلية فقه اللغة والصحافة
- كلية الترجمة
- كلية التعليم الإضافي
- كلية الماجستير والدكتوراه

## خريجون بارزون
- نوروز ممادوف، رئيس الوزراء التاسع والحالي لأذربيجان
- آزاد رحيموف، وزير الشباب والرياضة في أذربيجان
- أبولفاس قراييف، وزير الثقافة والسياحة الأذربيجاني
- توفيق أباسغولييف  [لغات أخرى]‏، باحث في اللسانيات، مدير مركز القاموس والموسوعة بجامعة خازار
- فاله هجيلار، أكاديمي من جامعة تبليسي الحكومية التربوية والأكاديمية الوطنية للعلوم في جورجيا
- غاري كاسباروف، لاعب شطرنج
- آيسل تيمورزاده، مغنية
- فاجيف صادقوف [الإنجليزية]‏، سفير أذربيجان لدى الأمم المتحدة

## روابط خارجية
- الموقع الرسمي